# عمران علي
عمران علي (21 فبراير 1971 في باكستان - ) هو لاعب كريكت باكستاني. لعب مع Pakistan University Grants Commission cricket team ‏ وFaisalabad cricket team ‏.